# Еммануель Левінас
Еммануель Левінас (фр. Emmanuel Lévinas , 12 січня 1906, Каунас — 25 грудня 1995 , Париж) — французький філософ.

## Біографія
Народився 30 грудня 1905 в єврейській родині в Каунасі, отримав виховання в традиції юдаїзму. Батько Левінаса був книгарем, в родині розмовляли російською. Приватний вчитель навчав Емануеля та двох його молодших братів івриту через читання Біблії.
Перша світова війна змусила Левінасів тікати до Російської імперії, де вони зупинилися в українському Харкові. У Харкові Левінас жив до 1920 року, тут незважаючи на numerus clausus (обмеження для єврейських дітей — лише 5 дітей на школу) він з 1914 до 1918 року відвідував гімназію. Особливо захоплювався російською класичною літературою (Олександр Пушкін, Михайло Лермонтов, Лев Толстой, Федір Достоєвський), але також творчістю Шекспіра.
У 1923 році емігрував до Франції. Філософію почав вивчати в 1924 році в Страсбурзькому університеті. Під час навчання в університеті відбулося знайомство Левінаса з Морісом Бланшо, що поклало початок їхній довгій дружбі.
У 1928 році взявся до вивчення феноменології у Фрайбурзькому університеті під керівництвом Едмунда Гуссерля . Там же, у Фрайбурзі відвідував семінари Мартіна Гайдеґґера .
У 1939 році мобілізований у зв'язку з початком Другої світової війни . Потрапив у полон (1940), звільнений у 1945 році.
Був професором університетів у Пуатьє (1961—1967), Нантері (1967—1973), а також у Сорбонні (1973—1976).
Помер 25 грудня 1995 року в Парижі.

## Філософія
Філософські погляди Левінаса формувалися під впливом феноменології Гуссерля та фундаментальної онтології Гайдеґґера, а також діалогізму Мартіна Бубера і, насамперед, Франца Розенцвейга, що значною мірою визначило стиль мислення «зрілого» Левінаса.
Вплив Гайдеґґера і Гуссерля найбільш виразно відбився в ранніх роботах Левінаса: «Теорія інтуїції у феноменології Гуссерля» (1930), «Від існування до існуючого» (1947), «Відкриваючи існування з Гуссерлем і Гайдеґґером» (1949). Водночас, ще в 1948 побачила світ книга «Час та Інший», в якій Левінас вперше викладає власну філософську концепцію, що містить у собі критичну рецепцію впливів. Так, власна позиція Левінаса уточнюється в розгорнутій на сторінках книги суперечці з Гайдеґґером та домінуючим в інтелектуальному світі Франції екзистенціалізмом . Ключові інтенції мислення Левінаса, вперше артикульовані у «Часі та Іншому», одержують подальший розвиток в його працях «Тотальність і Нескінченне. Есе на тему екстеріорності» (1961), «Гуманізм іншої людини» (1973), «Іншобуття, або по інший бік сутності» (1974), «Діахронія і репрезентація» (1983), та ін.
При очевидній проблематичності тематизації філософської спадщини Левінаса (однозначно ідентифікувати його з тим чи іншим інтелектуальним напрямком неможливо з ряду причин), проблемне поле його філософії може бути чітко окреслене. У центрі уваги Левінаса — етична проблематика, артикульована допомогою парадигматичної фігури Іншого . У ситуації кризи класичної метафізики загалом, і класичного суб'єкта — зокрема, самототожність Я, що раніше розумілася, імпліцитно чи експліцитно, як єдність Я емпіричного і Я трансцендентального, не витримує випробування на міцність і більше не може служити гарантом ідентичності суб'єкта. Уявлення про трансцендентальну свідомість, що живили філософію аж до феноменологічного проекту Гуссерля, показує Левінас, як ілюзорні. Єдина, з його погляду, можлива форма трансцендентального — це діалог. Таким чином, за Левінасом, Інший для мене — єдиний мислимий гарант мого Я.

## Основні праці
Повна бібліографія тут [Архівовано 9 березня 2012 у Wayback Machine.]
- Théorie de l'intuition dans la phénoménologie de Husserl, 1930, (nouvelle édition Vrin, Paris, 2000).
- Початок публікації повного зібрання творів oeuvres complètes у видавництві Ґрассе: т 1, 14 жовтня 2009. Ред. Родольф Кален (Rodolphe Calin) та Катрін Шальє (Catherine Chalier), передмова Жан-Люк Марйон: Щоденники й записники з полону / Carnets de captivité, écrits sur la captivité et notes philosophiques diverses.
- Totalité et infini, Essai sur l'extériorité, La Haye, M. Nijhoff, 1961
- De l'Évasion, Montpellier, Fata Morgana, 1962
- En découvrant l'existence avec Husserl et Heidegger, Paris, J. Vrin, nouvelle édition aug. 1967, 3e édition 1974
- Quatre lectures talmudiques, Paris, Minuit, 1968, nouvelle édition in coll. " Critique ", 1976
- Difficile liberté, Paris, Albin Michel, coll. " Présence du judaïsme ", nouvelle édition aug. 1976, 3e édit. 1983, 4e édition 1995, 5e édition 2006
- Sur Maurice Blanchot, Fata Morgana, coll. " Essais ", 1976, nouvelle édition 1995
- Noms propres, Montpellier, Fata Morgana, 1976
- Du Sacré au saint: cinq nouvelles lectures talmudiques, Paris Minuit, coll. " Critique "1977
- De l'Existence à l'existant, Paris, J. Vrin, 1978, nouvelle édition, 1993
- Le Temps et l'Autre, Montpellier, Fata Morgana, 1980
- L'Au-delà du verset: lectures et discours talmudiques, Paris, Minuit, coll. " Critique "1982
- Ethique et infini, (dialogues d'Emmmanuel Levinas et Philippe Nemo), Paris, Fayard, coll. " L'Espace intérieur ", 1982
- Difficile liberté, Paris, LGF, Le Livre de poche, coll. " Biblio-essais ", 1984
- Transcendance et intelligibilité, Genève, Labor et Fides, 1984, nouvelle édition 1996
- Noms propres, Paris, Le Livre de poche, coll. " Biblio essais " 1987
- A l'Heure des nations, Paris, Minuit, coll. " Critique ", 1988
- Autrement qu'être ou au-delà de l'essence, Paris, LGF, Le Livre de poche, coll. " Biblio-essais ", 1990
- De Dieu qui vient à l'idée, Paris, J.Vrin, 2e édit. revue et aug. 1992
- La Mort et le temps, Paris, LGF, Le Livre de poche, coll. " Biblio-essais ", 1992
- Dieu, la mort et le temps, Paris, Grasset, 1993
- L'intrigue de l'infini: textes réunis et présentés par Marie-Anne Lescourret, Paris, Flammarion, 1994
- Liberté et commandement, Montpellier, Fata Morgana, coll. " Essais ", 1994
- Altérité et transcendance, Montpellier, Fata Morgana, coll. " Essais ", 1995
- Dieu, la mort et le temps, LGF, Le Livre de poche, coll. " Biblio-essais ", 1995
- Nouvelles lectures talmudiques, Paris, Minuit, 1996
- Hors Sujet, LGF, Le Livre de Poche, coll. " Biblio-essais ", 1997
- De l'Évasion, Paris, LGF, Le Livre de poche, coll. " Biblio-essais ", 1998
- L'Ethique comme philosophie première, Paris, Rivages, coll. " Rivages poche "1998
- Œuvres t. 1 : Carnets de captivité suivi de Ecrits sur la captivité et Notes philosophiques diverses, Paris, Grasset, 2009.
- Œuvres t. 2 : Parole et silence et autres conférences inédites au Collège philosophique, Paris, Grasset, 2011.

## Українські переклади
- Філософія, справедливість і любов. — Київ: «Дух і Літера» Нац. ун-т «Києво-Могилянська академія», 1997.
- Права людини і добра воля — Київ: «Дух і Літера» Нац. ун-т «Києво-Могилянська академія», 1997.
- Між нами. Дослідження. Думки про іншого; пер. з фр. В. Куринський; ред. М. Погребинський [та ін] ; Національний ун-т «Києво-Могилянська академія». — К. : Дух і Літера: Задруга, 1999. — 291 с. — (Бібліотека XXI століття). — ISBN 966-7405-47-8
- Етика і безконечність. Діалоги з Філіппом Немо. пер. О. Білий. — Київ: PORT-ROYAL, 2001. — 134 с.